# Nimisha Pandey
Nimisha Pandey jest twórczynią treści telewizyjnych i internetowych. Urodzona w Haryana i wychowana w New Delhi. W 2004 roku ukończyła indyjski Instytut Filmu i Telewizji w Pune na kierunku reżyseria telewizyjna. Jako najmłodsza osoba otrzymała Nagrodę Krajową za swój film krótkometrażowy „Kołysanka” w 2005 roku. Jej dokument „Nice Girls” otrzymał nagrodę dla najlepszego filmu dokumentalnego na Festiwalu Filmów Cyfrowych w New Delhi w 2006 roku.
W trakcie swojej kariery dyrektora kreatywnego Pandey stworzyła kilka nagradzanych, popularnych i docenionych przez krytyków programów telewizji indyjskiej, w tym Humsafars (Sony TV), Pyaar Ko Ho Jaane Do (Sony TV), Qubool Hai (Zee TV), Arjun (TV series) (Star Plus), Shapath (Life OK), Humse Hai Liife (Channel V), Havan (TV series) (Colors TV), Jyoti (NDTV Imagine), Grihasti (Star Plus), Sapno Se Bhare Naina (Star Plus), Ek Ladki Anjaani Is (Sony TV), Kusum (Sony TV), Amber Dhara (Sony TV), Salaam Zindagi (Sony TV).
W 2015 roku została szefową treści platformy internetowej ALT Balaji Digital Entertainment. W ciągu trzech lat brała udział w tworzeniu ponad 30 popularnych i chwalonych przez krytyków wielosezonowych seriali limitowanych, dzięki czemu ALT stała się jedną z pierwszych i odnoszących największe sukcesy indyjskich platform internetowych. Programy obejmowały Dev DD, The Test Case (serial internetowy), Home, Apharan, Haq Se, Broken, Kehne Ko Humsafar Hain, Karrle Tu Bhi Mohabbat, Boygiri, Romil & Jugal, Fourplay i Ragini MMS.
Nimisha Pandey pracowała w firmie Netflix od 2018 do 2020 roku jako dyrektor ds. międzynarodowych oryginałów, aby rozszerzać treści indyjskie. 18 stycznia 2021 roku została mianowana dyrektorem Hindi Originals w Zee5.